# Chrystianizacja

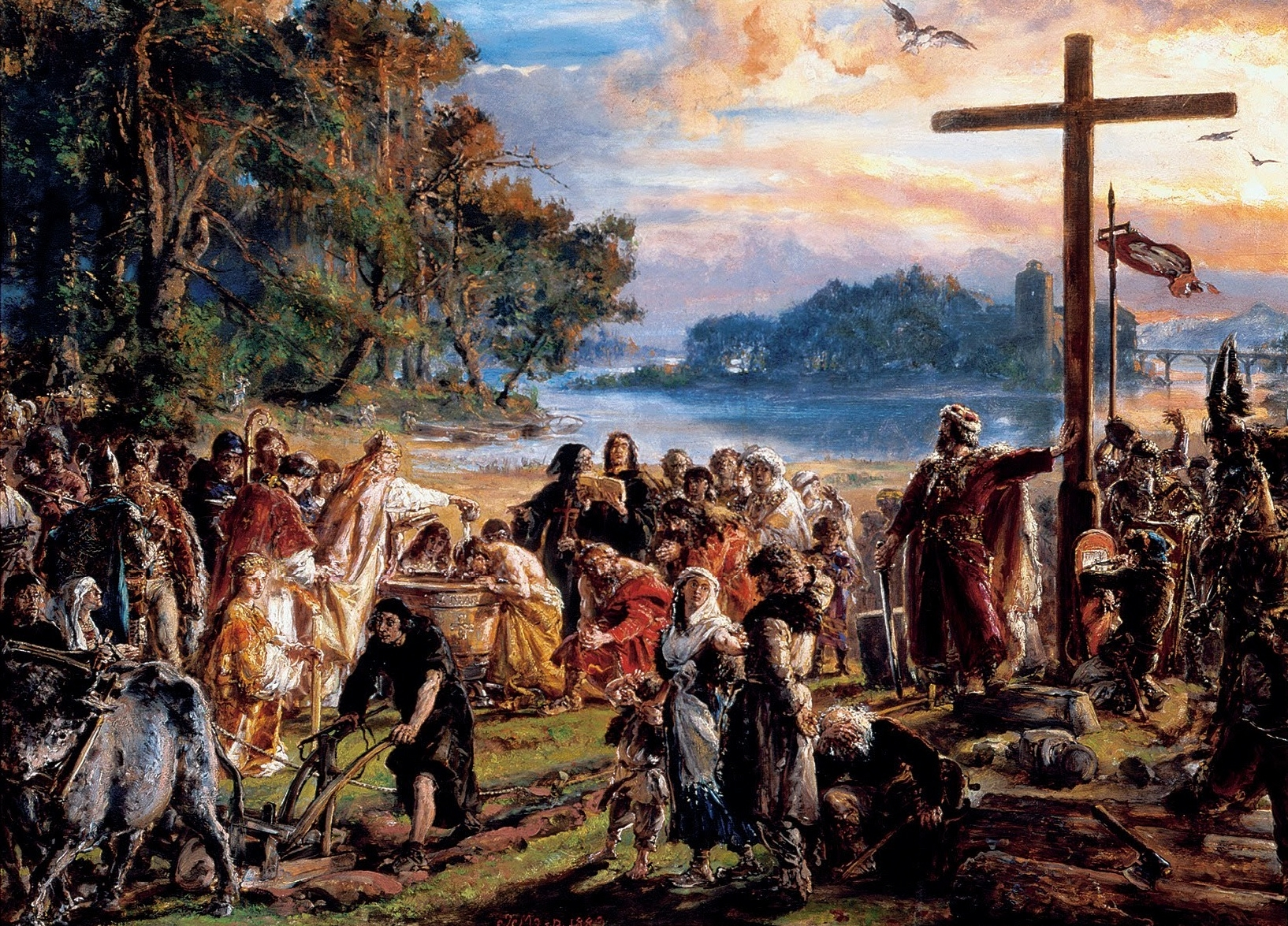
Zaprowadzenie chrześcijaństwa, obraz Jana Matejki z 1889

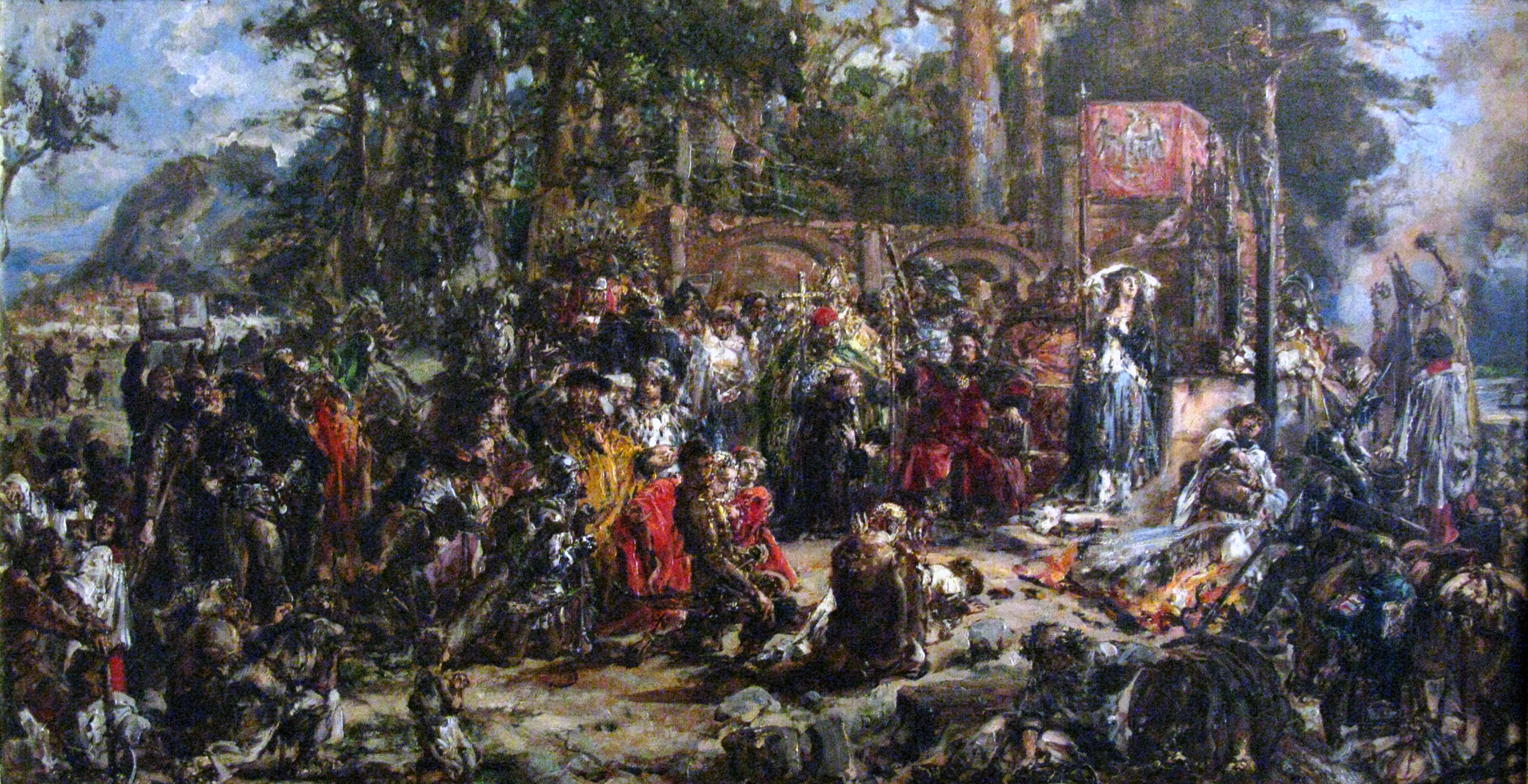
Chrzest Litwy, obraz Jana Matejki

Chrystianizacja – proces wypierania religii etnicznych, osiadłego w określonym rejonie ludu, przez religię chrześcijańską. Jego największe nasilenie przypadało w okresie średniowiecza, a spowodowane było dominującą pozycją chrześcijaństwa wśród ówczesnych europejskich władców oraz rosnącymi wpływami papiestwa.
Wszelkie oznaki rodzimej wiary, całkowicie zastępowane były chrześcijańskimi symbolami – w miejscu świętych gajów i świątyń (kącin), wznoszono kościoły; w dniach, w których obchodzono uroczystości religijne (np. celtyckie Samhain czy słowiańskie Dziady), ustalano różnego rodzaju święta kościelne (Wszystkich Świętych). W ten sposób stopniowo odbywał się proces porzucania wcześniejszych wierzeń de facto zmieniając jedynie nazwy i formy ich obchodów. Lokalne bóstwa zostawały zastępowane przez kult świętych (celtycka Brigid – św. Brygida, słowiański Świętowit – św. Wit), a wizerunki bogów przekształcano najczęściej w ikony, tak więc we wczesnym średniowieczu, większość obrazów przedstawiających Jezusa była identyczna z wcześniejszymi wyobrażeniami Zeusa i bogów z lokalnego panteonu.
Świeccy władcy wzywali do pomocy m.in. zakony rycerskie, by te udzieliły im militarnego wsparcia przeciwko ludom niewyznającym religii chrześcijańskiej. Tak stało się m.in. w przypadku Konrada mazowieckiego, który w 1226 roku wezwał Krzyżaków, by wsparli go w walce z Prusami.

## Okresy przyjmowania wiary chrześcijańskiej przez władców
| Państwo                    | Rok             | Władca                |
| -------------------------- | --------------- | --------------------- |
| Armenia                    | 301             | Tiridates III         |
| Gruzja                     | 317             | Mirian III            |
| Goci                       | IV wiek         |                       |
| Aksum (Etiopia)            | ok. 330         | Ezana                 |
| Cesarstwo rzymskie         | 337             | Konstantyn I Wielki   |
| Frankowie                  | 25 grudnia 496  | Chlodwig I            |
| Burgundia                  | ok. 500         | Zygmunt I Święty      |
| Irlandia                   | 1p. V wieku     | św. Patryk            |
| Szkocja                    | VI wiek         | św. Kolumba opat z Hy |
| Wizygoci                   | 589             | Rekkared I            |
| Brytania                   | VI wiek         |                       |
| Fryzja                     | 693-695         | św. Willibrord        |
| Niemcy                     | VII wiek        | św. Bonifacy          |
| Słowenia                   | ok. 750         | Gorazd                |
| Chorwacja                  | ok. 805         | Borna                 |
| Państwo wielkomorawskie    | 831             | Mojmir I              |
| Serbia                     | 855             | Muncimir              |
| Bułgaria                   | 25 maja 864     | Borys I Michał        |
| Czechy                     | 884             | Borzywoj I            |
| Dania                      | 965             | Harald Sinozęby       |
| Polska                     | 14 kwietnia 966 | Mieszko I             |
| Węgry                      | 974             | Gejza                 |
| Wielkie Księstwo Kijowskie | 988             | Włodzimierz I         |
| Islandia                   | 1000            | Althing               |
| Szwecja                    | 1008            | Olof Skötkonung       |
| Norwegia                   | 1024            | Olaf II Święty        |
| Inflanty                   | ok. 1179        |                       |
| Litwa                      | 1387-1388       | Władysław II Jagiełło |

## Kalendarium

### Chrystianizacja Wielkiej Brytanii
Chrześcijaństwo na Wyspach Brytyjskich pojawiło się w II wieku, a do końca VII wieku przyjęło się powszechnie. Najważniejsze etapy chrystianizacji:
- około roku 304 – w czasie panowania cesarza Dioklecjana w wyniku prześladowań chrześcijan zginął św. Alban – pierwszy męczennik brytyjski.
- 314 – 3 biskupów z Brytanii uczestniczyło w synodzie w Arles.
- około roku 430 Brytania została najechana przez Jutów, Anglów i Sasów. W wyniku najazdu Germanów chrześcijaństwo na wyspie praktycznie zanikło. Część celtyckiej ludności uciekła do Armoryki, gdzie utworzyła nowe państwo, później zwane Bretanią. Część z kolei zamieszkała w Walli i Kornwalii.
- 563 – św. Kolumban, opat klasztoru na wyspie Iona, wylądował w Kaledonii i rozpoczął swoją misję chrystianizacyjną. Kościół szkocki został zorganizowany na wzór irlandzki. Jego zwierzchnikiem był opat klasztoru Iona, a pracą duszpasterską zajmowali się mnisi. Misja św. Kolumbana jest uznawana za pierwszy etap chrystianizacji Anglii. Proces ten można zamknąć w granicach lat 597–664 – 681/686 (pierwsza z tych dat ma podwójne uzasadnienie).
- 597 – przybycie do Anglii misji chrystianizacyjnej pod przewodnictwem św. Augustyna, wysłanej przez papieża Grzegorza I Wielkiego.
- około 598 – za zgodą króla Ethelberta rozpoczęła się budowa przyszłej katedry w Canterbury.
- 601 – papież Grzegorz I wysłał nową misję, która przywiozła sprzęt liturgiczny, księgi święte, paliusz dla św. Augustyna oraz list, w którym papież przedstawił swoją wizję organizacji Kościoła angielskiego. Nawiązywał on do organizacji kościelnej z czasów rzymskich i przewidywał założenie dwunastu biskupstw, które miały być podporządkowane dwóm metropoliom – południowej z siedzibą w Londynie z Augustynem na czele oraz północnej z siedzibą w Yorku, którego metropolita miał być podporządkowany Augustynowi do jego śmierci, a następnie miał być zupełnie niezależny.
- 27 maja 605 – zmarł św. Augustyn.

### Chrystianizacja Irlandii
źródło
- 431 – papież Celestyn I wysłał pierwszą misję do Irlandii pod przewodnictwem Palladiusza.
- 432 – na wyspę przybył misjonarz święty Patryk.
- 432-461 – św. Patryk tworzył w Irlandii wspólnoty mnisze (klasztory) zamiast sieci parafii i biskupstw. W wyniku tego procesu klasztory stały się głównym centrum organizacji kościelnej. Opaci objęli wszystkie urzędy biskupie, a zakonnicy podjęli prace duszpasterską.

Z Irlandii wyszła misja chrystianizacyjna celtyckich Piktów zamieszkujących Kaledonię.

### Chrystianizacja Danii
- 823 – pierwsza podróż misjonarska arcybiskupa Ebo z Reims do Danii.
- 826 – jutlandzki król Harald Klak przyjął chrześcijaństwo wskutek misji chrystianizacyjnej Ansgara, wskutek czego jednak nowa religia się nie upowszechniła.
- 834 – Ansgar został powołany na pierwszego arcybiskupa Hamburga i został mianowany legatem papieskim na kraje skandynawskie.
- 965 – chrzest przyjął Harald Sinozęby – król Danii.

### Chrystianizacja Szwecji
źródło
- 829 – przybyli do cesarza Ludwika Pobożnego goście z Birki, zwrócili się z prośbą o zgodę na założenie misji w tym mieście, Ludwik wyprawił do Szwecji Ansgara. Ten założył pierwszy kościół na ziemi szwedzkiej.
- 1008 – Działalność misjonarzy angielskich w Västergötlandzie. Chrzczą oni Olafa Skötkonunga podczas jego pobytu w tej prowincji.
- ok. 1014 – pierwsze biskupstwo w Skarze, pierwszym biskupem został Thurgot.

## Chrystianizacja na obrazach

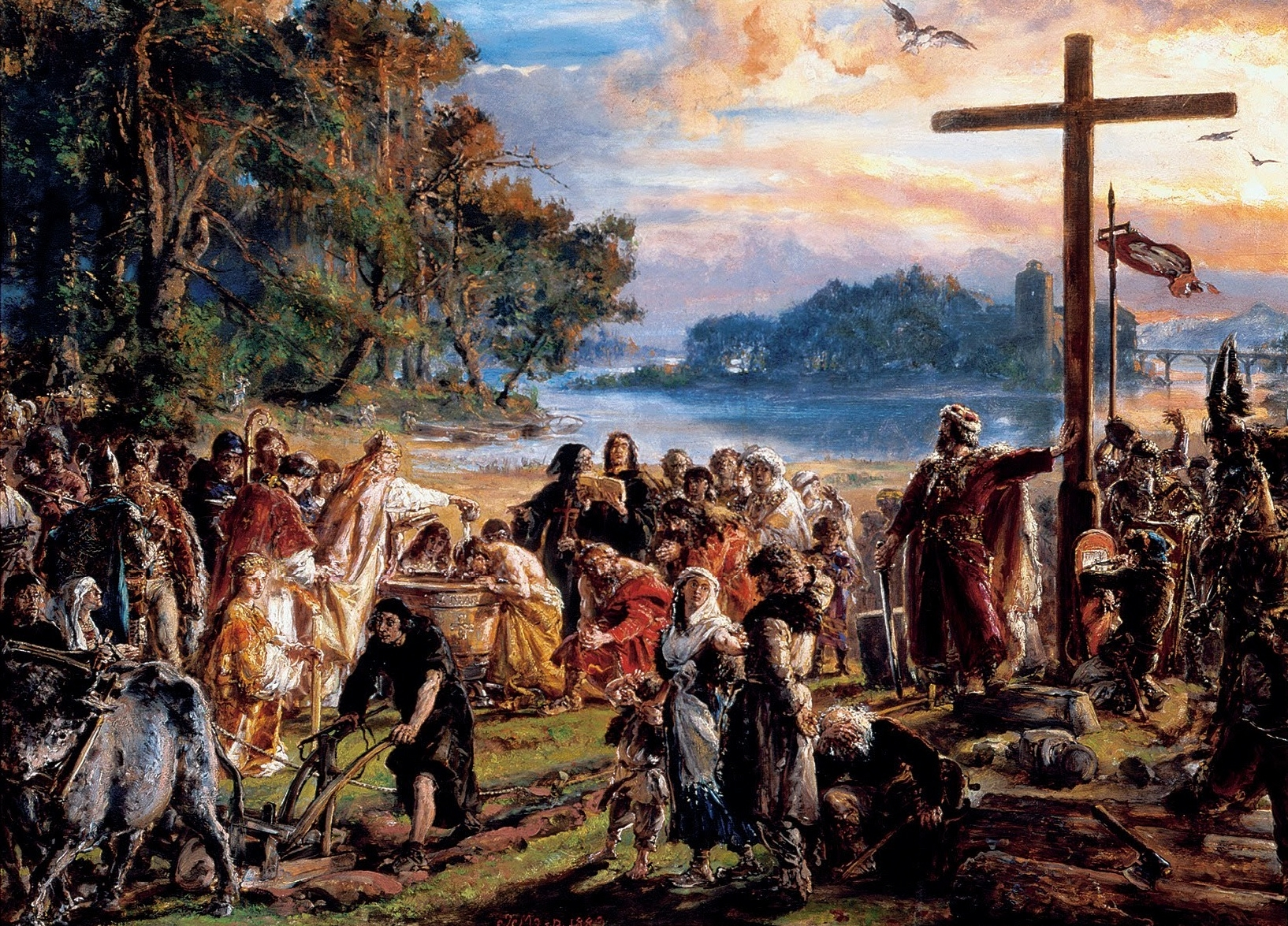
Chrzest Polski 966 r.
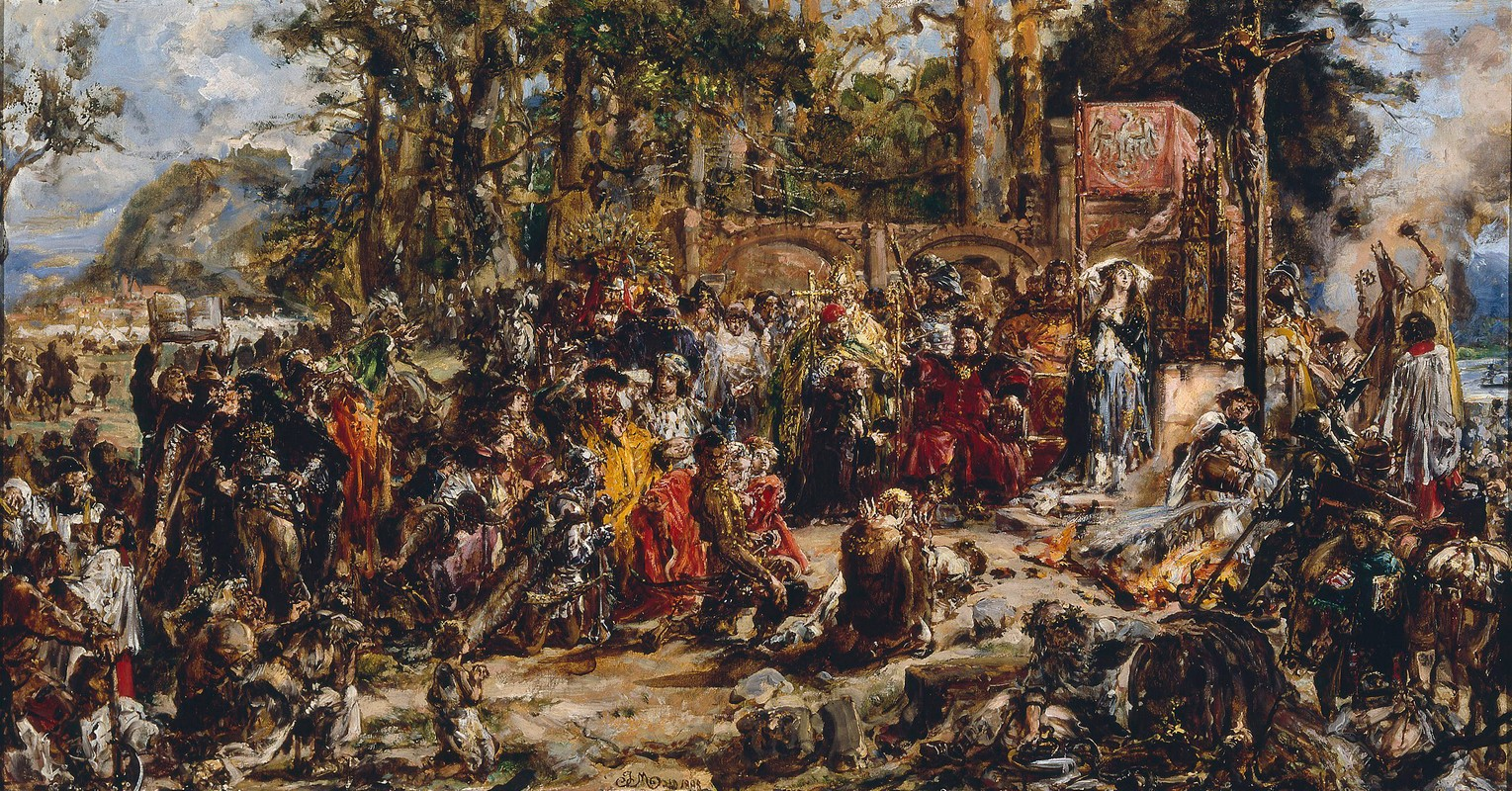
Chrzest Litwy 1387-1388 r.
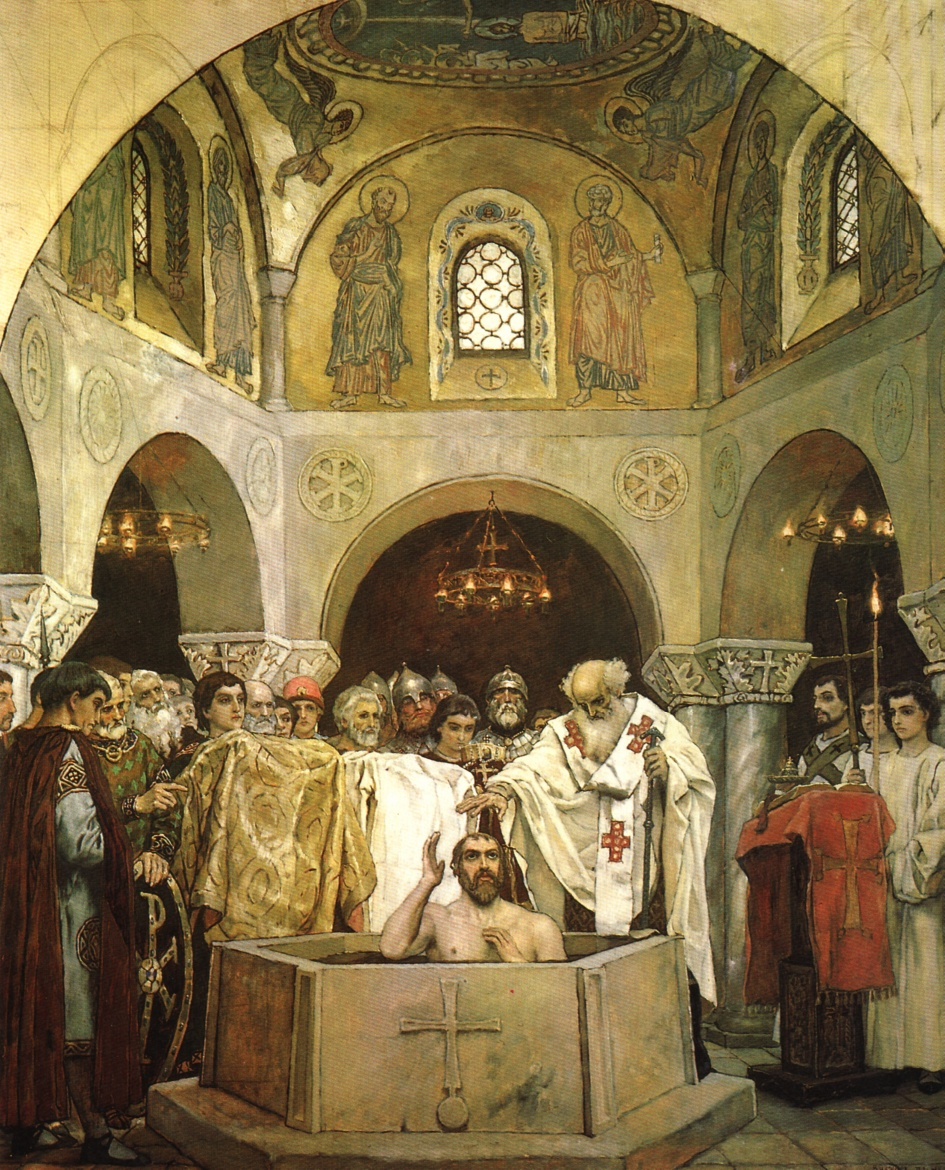
Chrzest Rusi 988 r.
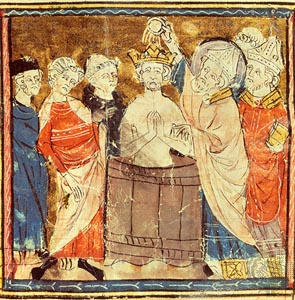
Chrzest Francji 496 r.
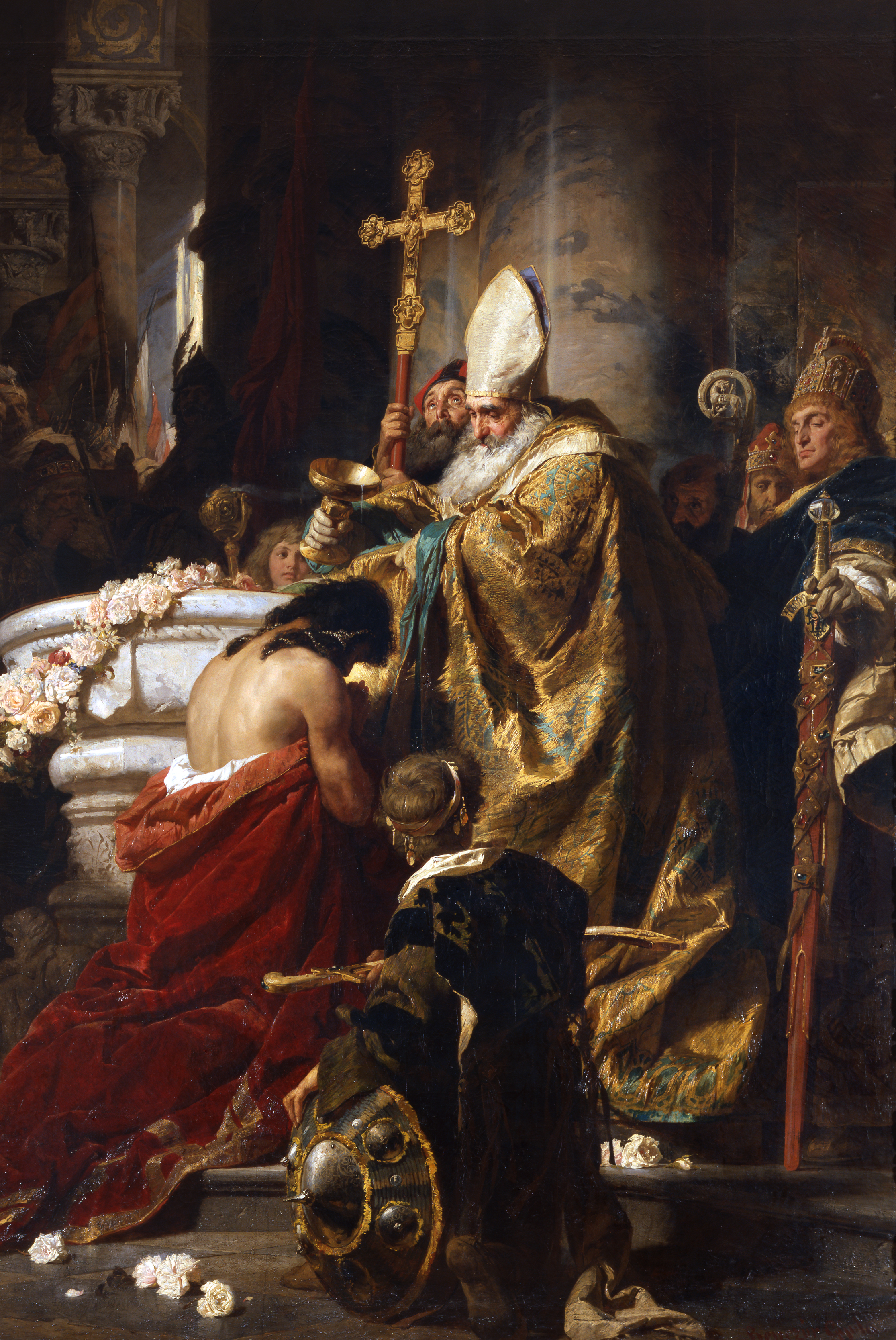
Chrzest Węgier 974 r.
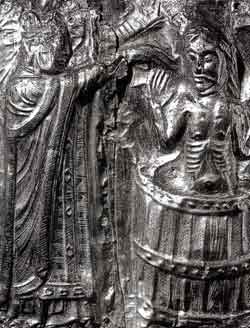
Chrzest Danii 965 r.